# Pycnoderes atratus
Pycnoderes atratus är en insektsart som först beskrevs av William Lucas Distant 1884.  Pycnoderes atratus ingår i släktet Pycnoderes och familjen ängsskinnbaggar. Inga underarter finns listade i Catalogue of Life.